# Cải cách giáo dục ở Việt Nam
Cải cách giáo dục ở Việt Nam là các thay đổi lớn trong hệ thống giáo dục phổ thông và đại học tại Việt Nam sau năm 1976 bao gồm những thay đổi liên quan tới chương trình giáo dục, nội dung sách giáo khoa, phương pháp dạy học, cách thức thi tốt nghiệp phổ thông và tuyển sinh đại học. Từ năm 1976 tới nay, với việc ban hành và sửa đổi Luật Giáo dục ở các đợt khác nhau (1998, 2005, 2009), hệ thống giáo dục Việt Nam liên tục có nhiều thay đổi. Cải cách giáo dục tại Việt Nam cho đến nay không dựa trên một hệ thống triết lý giáo dục nào cũng không có lý luận giáo dục rõ ràng để định hướng cho cải cách. Mọi cải cách đều mang tính thử nghiệm nhằm áp dụng những yếu tố từ nền giáo dục của các nước phát triển vào nền giáo dục Việt Nam.

## Các đợt thay đổi cấu trúc hệ thống phổ thông
Cuộc cải cách giáo dục lần đầu tiên: Năm 1950 hệ thống giáo dục chuyển từ phân ban tú tài cũ sang hệ thống giáo dục phổ thông 9 năm. Hệ thống giáo dục từ 12 năm (chế độ thuộc địa) chuyển sang hệ 9 năm.
Cuộc cải cách giáo dục năm 1956: Từ năm 1956 đến năm 1976, tại miền Bắc Việt Nam, theo quy định của Bộ Giáo dục (theo Nghị định 596 ngày 30/8/1956 của Bộ trưởng Bộ Giáo dục Nguyễn Văn Huyên) các trường phổ thông sẽ tổ chức theo hệ thống trường phổ thông 10 năm. Hệ thống trường phổ thông 10 năm chia làm 3 cấp học, Cấp 1: 4 năm: từ lớp 1 đến lớp 4, Cấp 2: 3 năm: từ lớp 5 đến lớp 7, và Cấp 3: 3 năm: từ lớp 8 đến lớp 10. Năm học gồm 9 tháng và chia làm 4 học kỳ: Học kỳ 1 từ ngày 1 tháng 9 đến ngày 30 tháng 10 (2 tháng). Học kỳ 2 từ ngày 2 tháng 11 đến ngày 31 tháng 12 (2 tháng). Học kỳ 3 từ ngày 4 tháng 1 đến ngày 2 tháng 3 (2 tháng). Học kỳ 4 từ ngày 5 tháng 3 đến ngày 31 tháng 5 (3 tháng). Ở lần cải cách này, chương trình, sách giáo khoa chủ yếu là sao chép lại của các nước xã hội chủ nghĩa, sớm bộc lộ sự quá tải.
Khi hai miền Nam và Bắc thống nhất năm 1976 thì khuôn mẫu giáo dục ở miền Bắc tiếp cận với hệ thống giáo dục đã được thiết lập ở miền Nam; cụ thể nhất là học trình 10 năm tiểu học và trung học ở miền Bắc phải phù hợp với học trình 12 năm ở trong Nam. Hai hệ thống này song hành; Miền Bắc tiếp tục hệ 10 năm và miền Nam giữ hệ 12 năm từ năm 1976 đến năm 1981.
Đến năm 1981, thì cho áp dụng hệ 11 năm cho miền Bắc (thêm lớp 5). Năm 1992-1993, hệ thống 11 năm phổ thông của miền Bắc được thay đổi từ 11 năm sang 12 năm (thêm lớp 9). Từ đó đến nay toàn bộ hệ thống là 12 năm thống nhất cả nước. Cuộc cải cách giáo dục bắt đầu từ năm 1981: Hệ thống giáo dục chuyển từ 10 năm sang 12 năm (bỏ lớp vỡ lòng), kéo theo sự đổi mới chương trình sách giáo khoa và cải tiến chữ viết. Do dư luận xã hội phản ứng mạnh, ngành giáo dục dần quay lại chữ viết cũ. Do tinh thần chỉ đạo hệ thống giáo dục Việt Nam phải bắt kịp trình độ Liên Xô và các nước Đông Âu, khiến chương trình giảng dạy của cuộc cải cách giáo dục năm 1981 bị chính các nhà trường kêu quá tải. Với ý nghĩa nội dung bao giờ cũng quyết định phương pháp, nếu sách giáo khoa bị quá tải thì không có một phương pháp nào ngoài phương pháp truyền thụ một chiều cho kịp với nội dung sách giáo khoa.
Từ năm 2000, chương trình giáo dục phổ thông được đổi mới, kéo theo việc thay đổi sách giáo khoa toàn bộ cho khối phổ thông, áp dụng từ năm học 2002-03, thực hiện cuốn chiếu đồng thời từ khối lớp 1 và lớp 6, hoàn tất vào năm học 2008-09. Đây là lần đổi mới sách giáo khoa được coi là "bài bản nhất" kể từ sau Cách mạng tháng 8.

### Chương trình giáo dục phổ thông 2018
Từ năm 2018-2019 trở đi, chương trình giáo dục phổ thông sẽ có sự cải cách, giảm môn bắt buộc, tăng môn tự chọn Trong đó, việc tích hợp môn Lịch sử và Địa lý được xem là một vấn đề gây tranh cãi lớn tại Việt Nam, điều này đã có từ năm 1996. Năm 2015, Quốc hội Việt Nam không cho phép bỏ môn Sử trong nhà trường.

### Cho phép tư nhân tham gia
Từ tháng 4 năm 1975 đến năm 1986 không có bất cứ một trường Tư Thục nào ở các bậc Tiểu, Trung và Đại học được phép hoạt động. Từ năm 1986 thực hiện đổi mới giáo dục, chuyển từ nền giáo dục miễn phí sang giáo dục thu học phí, hình thành mô hình trường tư thục có lợi nhuận, và cho phép những trường tư thục hoạt động.

### Phân ban và không phân ban
Giai đoạn 2006-2010 là giai đoạn giáo dục Việt Nam áp dụng đại trà chương trình phân ban. Đây là thời kỳ ông Nguyễn Thiện Nhân làm Bộ trưởng Bộ GD-ĐT. Ý tưởng phân ban đã bắt đầu hình thành và thí điểm dưới thời ông Bộ trưởng Nguyễn Minh Hiển.
Năm 2006, Bộ Giáo dục Đào tạo bắt đầu triển khai việc phân ban trong khối trung học phổ thông. Chương trình phân ban Trung học phổ thông được Bộ Giáo dục Đào tạo thí điểm từ năm học 2003-2004 tại gần 50 trường của 11 tỉnh/thành với 2 ban: khoa học tự nhiên (ban A, học nâng cao các môn toán, lý, hoá, sinh) và ban khoa học xã hội - nhân văn (ban C, học nâng cao văn, sử, địa, ngoại ngữ). Học sinh học ban nào sẽ học nâng cao ban đó. Bộ Giáo dục Đào tạo dự kiến thí điểm một năm rồi triển khai đại trà từ năm học 2004-2005. Tuy nhiên, phải đến năm 2006-2007, chương trình mới triển khai được đại trà sau khi đã nhiều lần điều chỉnh phương án phân ban. Lần điều chỉnh cuối cùng là thêm ban cơ bản, ban B - một ban được giới chuyên môn xem là "ban không phân ban". Học sinh học ban này sẽ không học nâng cao môn nào. Rốt cuộc học sinh cả nước hầu như chỉ học "ban không phân ban", và học bổ sung nâng cao các môn để thi đại học theo khối.
Học sinh lớp 12 học hai chương trình với hai bộ sách giáo khoa khác nhau (phân ban và không phân ban). Năm 2009 là năm đầu tiên học sinh lớp 12 cả nước tốt nghiệp và thi tuyển sinh Đại học Cao đẳng theo chương trình phân ban đại trà. Tuy nhiên có rất nhiều bất hợp lý. Chương trình phân ban bị coi là một lãng phí lớn và thất bại. Tới năm 2014, chương trình phân ban đã hoàn toàn chấm dứt.

## Các đợt thay đổi phương thức thi tốt nghiệp phổ thông và thi đại học
Thay đổi phương thức thi tốt nghiệp phổ thông và thi đại học do Bộ Giáo dục và Đào tạo tiến hành, thuộc bốn đời Bộ trưởng Trần Hồng Quân, Nguyễn Minh Hiển, Nguyễn Thiện Nhân, và Phạm Vũ Luận. Bắt đầu từ năm 2005 kỳ thi Tốt nghiệp Tiểu học được bãi bỏ, do đó chỉ còn các kỳ thi Tốt nghiệp Trung học Cơ Sở (hết lớp 9) và Trung học Phổ Thông (lớp 12). Từ năm 2006, kỳ thi tốt nghiệp Trung học cơ sở cũng bị bãi bỏ

### Tuyển sinh đại học
Giai đoạn sau hòa bình lập lại (1954 đến 1969) không tổ chức kỳ thi tuyển sinh riêng mà căn cứ vào kết quả học tập, lý lịch của học sinh. Trường THPT (cấp 3) cùng với Ban tuyển sinh cấp huyện lựa chọn, sắp xếp học sinh vào các trường ĐH, CĐ hoặc cử đi nước ngoài đào tạo; sau đó, những thí sinh vượt qua kỳ thi tốt nghiệp THPT sẽ được cử đi học theo kết quả bình xét nói trên.
Từ năm 1970, thay đổi phương thức tuyển sinh bằng cách tổ chức thi tuyển. Kỳ thi tuyển sinh ĐH, CĐ kéo dài từ năm 1970 đến hết năm 2014. Tuy nhiên, cách thức tổ chức kỳ thi và quy định tuyển sinh được điều chỉnh nhiều lần:
a) Giai đoạn từ 1970 đến 1979
- Chỉ tiêu vào các trường được phân bổ cho các tỉnh. Căn cứ vào năng lực học ở phổ thông, trường THPT sẽ cùng Ban tuyển sinh cấp huyện dự kiến xếp thí sinh vào các trường.
- Tùy thuộc vào từng trường mà thí sinh sẽ chọn môn thi hoặc khối thi là Toán, Vật lí, Hóa học, Sinh học hay Văn, Lịch sử, Địa lí.
- Thi tuyển sinh được tổ chức ở tỉnh, mỗi tỉnh tổ chức một số cụm thi (trộn lẫn học sinh của các trường THPT); giảng viên các trường ĐH, CĐ và sinh viên về các tỉnh coi thi.
- Thí sinh phải hoàn thành 2 kỳ thi: thi tốt nghiệp THPT và thi tuyển sinh ĐH, CĐ. Thí sinh đã tốt nghiệp THPT, đủ điểm chuẩn do các trường quy định theo kỳ thi tuyển sinh ĐH, CĐ sẽ được vào học ĐH, CĐ; thí sinh đạt kết quả cao sẽ được gửi sang nước ngoài để học tập.
b) Giai đoạn từ 1980 đến 1990
- Thí sinh làm hồ sơ đăng ký dự thi vào các trường ĐH, CĐ phù hợp với nguyện vọng và năng lực của mình.
- Tùy theo trường đăng ký, thí sinh dự thi theo khối, gồm: A (Toán, Vật lí Hóa học); B (Toán, Hóa học, Sinh học); C (Ngữ Văn, Lịch sử, Địa lí).
- Thí sinh phải thực hiện 2 kỳ thi: tốt nghiệp THPT và tuyển sinh ĐH, CĐ. Chỉ thí sinh tốt nghiệp THPT mới được dự thi tuyển sinh.
- Tổ chức thi tại các tỉnh, mỗi tỉnh tổ chức một số cụm thi (trộn lẫn học sinh của các trường THPT); giảng viên các trường ĐH, CĐ và sinh viên về các tỉnh coi thi.
- Các trường căn cứ kết quả thi của thí sinh đăng ký vào trường mình để công bố điểm trúng tuyển.
- Thí sinh đạt kết quả cao sẽ được Nhà nước cử đi học tập ở nước ngoài.
c) Giai đoạn từ 1991 đến 2001
- Không tổ chức kỳ thi tuyển sinh chung, các trường ĐH, CĐ tự tổ chức kỳ thi tuyển sinh.
- Tùy theo trường đăng ký, thí sinh dự thi theo khối, gồm: A (Toán, Vật lí, Hóa học); B (Toán, Hóa học, Sinh học); C (Ngữ Văn, Lịch sử, Địa lí); D (Toán, Ngữ Văn, Ngoại ngữ).
- Thí sinh phải thực hiện 2 kỳ thi: tốt nghiệp THPT và tuyển sinh ĐH, CĐ. Chỉ thí sinh tốt nghiệp THPT mới được dự thi tuyển sinh.
- Thí sinh có thể đăng ký thi nhiều trường để tăng cơ hội trúng tuyển.
- Tổ chức thi tại trường ĐH, CĐ; phần lớn thí sinh phải tập trung về Hà Nội và Thành phố Hồ Chí Minh để dự thi (Do các trường ĐH, CĐ tập trung ở các thành phố lớn).
d) Giai đoạn từ 2002 đến 2014
- Tổ chức kỳ thi "ba chung": chung đề, chung đợt thi và sử dụng chung kết quả thi.
- Chia làm 3 đợt thi: đợt 1 thi ĐH khối A (sau này thêm A1), đợt 2 thi ĐH khối B, C, D và đợt 3 thi CĐ (từ năm 2013 bỏ đợt 3, CĐ thi cùng ĐH).
- Tổ chức thi tại các trường ĐH, CĐ tại Hà Nội và Thành phố Hồ Chí Minh; tổ chức thêm các cụm thi ở Cần Thơ, Quy Nhơn, Vinh, Hải Phòng để các thí sinh không phải đi xa và giảm tải cho Hà Nội, Thành phố Hồ Chí Minh.
- Bộ quy định điểm sàn đối với từng khối thi. Các trường chỉ được phép xét tuyển các thí sinh có kết quả thi từ mức "sàn" trở lên.
Từ năm 2014, thực hiện quy định về tự chủ trong tuyển sinh theo Luật Giáo dục đại học, Bộ đã cho phép các trường xây dựng đề án tự chủ tuyển sinh và tự lựa chọn phương án tuyển sinh: thi tuyển, xét tuyển hoặc kết hợp thi tuyển và xét tuyển. Các kỳ thi tuyển sinh ĐH, CĐ theo hình thức "ba chung" trong 13 năm đã khẳng định những thành công, ưu điểm. Tuy vậy, hình thức thi " ba chung " đã bộc lộ một số hạn chế đối với sự phát triển đa dạng ngành nghề đào tạo trong các trường ĐH, CĐ; nhất là khi các trường ĐH, CĐ được quyền tự chủ tuyển sinh và đào tạo. Việc thi tuyển sinh ĐH, CĐ theo 5 khối (A, A1, B, C, D) đã hạn chế sự tự chủ của các trường ĐH, CĐ trong đánh giá một số năng lực cần thiết, đặc thù phù hợp với ngành đào tạo của trường, làm cho công tác tuyển sinh chưa thật sự linh hoạt, chưa hỗ trợ tốt cho các trường ĐH, CĐ tuyển chọn được những thí sinh có năng lực phù hợp nhất với các ngành đào tạo. Mặt khác, việc rất đông thí sinh từ các địa phương ở xa phải tập trung về các trường ĐH, CĐ dự thi tuyển sinh, đặc biệt là ở Hà Nội, Thành phố Hồ Chí Minh, gây ảnh hưởng sinh hoạt đô thị, tốn nhiều thời gian, công sức, tiền của và lãng phí.

## Giáo dục đại học
Cho đến 2005, giáo dục đại học đã thiết lập các bằng Cử nhân, Thạc sĩ và Tiến sĩ nhưng đại đa số theo niên chế, chỉ có một vài trường thí điểm theo chế độ tín chỉ. Từ năm 2006 bắt đầu thiết lập một số trường (khoảng 7 trường) theo tín chỉ, và đến 2010 đa số các trường ứng dụng đào tạo theo tín chỉ.
Từ năm 2012, nhà nước Việt Nam bắt đầu tích cực cải cách hệ thống giáo dục đại học bằng việc trao thêm quyền cho các trường đại học. Điều 32 Luật Giáo dục Đại học số 08/2012/QH13 được Quốc hội thông qua ngày 18/6/2012 quy định "Cơ sở giáo dục đại học tự chủ trong các hoạt động chủ yếu thuộc các lĩnh vực tổ chức và nhân sự, tài chính và tài sản, đào tạo, khoa học và công nghệ, hợp tác quốc tế, bảo đảm chất lượng giáo dục đại học. Cơ sở giáo dục đại học thực hiện quyền tự chủ ở mức độ cao hơn phù hợp với năng lực, kết quả xếp hạng và kết quả kiểm định chất lượng giáo dục.". Điều 36 luật này cũng quy định "Hiệu trưởng cơ sở giáo dục đại học tổ chức biên soạn hoặc lựa chọn, duyệt giáo trình giáo dục đại học để sử dụng làm tài liệu giảng dạy, học tập trong cơ sở giáo dục đại học trên cơ sở thẩm định của Hội đồng thẩm định giáo trình do hiệu trưởng cơ sở giáo dục đại học thành lập.", tuy nhiên "Bộ Giáo dục và Đào tạo tổ chức biên soạn giáo trình sử dụng chung các môn lý luận chính trị, quốc phòng - an ninh để làm tài liệu giảng dạy, học tập trong các cơ sở giáo dục đại học". Các lãnh đạo hàng đầu của Chính phủ Việt Nam bày tỏ sự ủng hộ tự chủ đại học và yêu cầu thúc đẩy nhanh hơn nữa tiến trình này. Tuy nhiên có ý kiến cho rằng các trường đại học Việt Nam chưa đủ năng lực và thiếu sự sẵn sàng cho việc tự chủ, các điều khoản trong Luật Giáo dục Đại học cho thấy quyền tự chủ của các trường đại học khó có thể trở thành hiện thực vì có quá nhiều điểm hoàn toàn trái với tinh thần tự chủ đại học hoặc mơ hồ đến độ không thể thực thi. Năm 2014, theo đề xuất, sẽ có bốn trường đại học công lập thử nghiệm cơ chế mới: tự chủ tài chính.
Tuy nhiên, đến năm 2015, số lượng người có trình độ đại học trở lên thất nghiệp vào khoảng 199,4 nghìn người, chiếm 17,4% số người thất nghiệp, cho thấy việc đào tạo không gắn liền với nhu cầu thị trường lao động, cùng với đó là những bất cập trong công tác phân luồng, hướng nghiệp cho học sinh ngay từ bậc phổ thông. Phần lớn sinh viên đã tốt nghiệp còn yếu về chuyên môn, thiếu năng lực thực tiễn và khả năng thích ứng trong môi trường cạnh tranh. Trong khi con số cử nhân thất nghiệp lên tới gần vài chục nghìn mỗi năm thì có tới 75% đến 90% số học viên tốt nghiệp các trường trung cấp, cao đẳng nghề có việc làm ngay. Đây bị xem là hệ quả của việc bỏ qua nhiệm vụ phân luồng và hướng nghiệp cho học sinh ngay từ bậc phổ thông.

## Đánh giá
Hoàng Tụy nhận xét về cải cách giáo dục ở Việt Nam "Giáo dục là một hệ thống phức tạp, theo nghĩa khoa học của từ này, cần phải được tiếp cận và vận hành như một hệ thống phức tạp mới có hy vọng tránh khỏi sai lầm, thất bại. Lãnh đạo, quản lý giáo dục mà thiếu tư duy hệ thống, thiếu một tầm nhìn chiến lược bao quát thì chỉ có sa vào sự vụ, nay thế này mai thế khác, "đổi mới" liên miên nhưng vụn vặt, chắp vá, không nhất quán, rốt cục tiêu tốn nhiều công sức tiền của mà kết quả chỉ làm rối thêm một hệ thống vốn đã què quặt, thiếu sinh khí, thường xuyên trục trặc. Trong một thế giới biến chuyển cực kỳ mau lẹ, chỉ chậm một vài năm đã có thể gây thiệt hại đáng kể, huống chi mấy thập kỷ liền hầu như giẫm chân tại chỗ và loay hoay với những vấn nạn nhức nhối kéo dài hết năm nầy qua năm khác. Không đâu cần bốn chữ cần kiệm liêm chính hơn lĩnh vực giáo dục. Cũng không đâu cần tư duy phê phán, cần tự do, sáng tạo hơn ở đây. Một nền học thuật đã thiếu vắng các đạo đức và đức tính cơ bản ấy tất nhiên sớm muộn cũng biến chất và lâm vào bế tắc. Khi ấy những điều chỉnh cục bộ theo kiểu đổi mới từng việc vụn vặt như vừa qua không những không có tác dụng mà còn làm kéo dài thêm tình trạng trì trệ. Lúc này lối ra duy nhất cho giáo dục là cải tạo cấu trúc, xây dựng lại từ gốc, thay đổi cả thiết kế hệ thống. Chỉ có như thế mới mong cứu giáo dục thoát ra khỏi khủng hoảng triền miên.".